# Bir Hadadż
Bir Hadadż (hebr. 'ביר הדאג; arab. بئر هداج; pisownia ang. Bir Hadaj) – wieś położona w Samorządzie Regionu Abu Basma, w Dystrykcie Południowym, w Izraelu.

## Historia
W 1978 rejon wioski Bir Hadaj ogłoszono zamkniętym obszarem wojskowym, a mieszkańców zmuszono do przeniesienia się do Wadi al-Na'am, obok Beer Szewy. W 1994 mieszkańcy uzyskali pozwolenie powrotu na swoją ziemię. Wioskę odbudowano w odległości 2 kilometrów na północ od swojej pierwotnej lokalizacji.